# Allevamento della cavia
La cavia o porcellino d'india è un animale domestico timido e particolarmente tranquillo. È raro che morda, ma va tenuto presente che le cavie cresciute in gruppo sviluppano un carattere più "selvatico" e sono perciò meno avvezze alla manipolazione umana, spesso si agitano se prese, graffiano con le zampe posteriori e mordono per essere messe giù. Hanno un complesso sistema sociale gerarchico che è da tenere in considerazione per la disposizione di gabbie e ricoveri, in particolare i maschi dominanti non danno pace a quelli più remissivi (che in genere sono i più piccoli), spesso li mordono sulla schiena producendo ferite serie. È consigliabile intervenire subito e separare i litiganti.
Il modo migliore per avvicinarle è offrire loro del cibo, senza mai fare movimenti bruschi o rumori forti, perché si spaventano molto facilmente.

## Alimentazione
La dieta di una cavia comprende molti degli alimenti usati per i conigli da compagnia. Per un'alimentazione ricca di fibre occorre porre particolare attenzione all'aggiunta di frutta (non sono consigliabili gli agrumi e la frutta molto zuccherina) e verdure (sconsigliate quelle ricche d’acqua come la lattuga iceberg) e soprattutto peperoni rossi o additivi che contengano vitamina C, necessaria alla cavia, il cui metabolismo non riesce a produrla. La frutta (così come le carote) va data in quantità moderata per il suo elevato contenuto di zucchero.
Il fieno deve essere sempre disponibile, non solo per il suo contenuto di fibre, ma anche per limare i denti, che sono a crescita continua, e permette il giusto funzionamento intestinale. Il fieno deve essere di ottima qualità, fresco e non polveroso. Inoltre il fieno ha anche effetti psicologici sull'animale: l'animale è costretto a masticarlo molto, ciò si pensa possa ridurre la noia e lo stress.
La carenza di vitamina C protratta nel tempo può portare alla paralisi degli arti inferiori ed altri problemi anche fatali ed è causa dello scorbuto.
Il pellettato di erbe naturali non è un alimento necessario, ma è utile quando non si può fornire alla cavia la giusta quantità di verdura giornaliera (100-150g). Va comunque precisato che una cavia non può vivere di solo pellet, ma può vivere di sole verdure e fieno, che deve essere sempre presente, e occasionalmente frutta.
È comunque consigliato evitare il pellet per conigli siccome, a lungo andare, può portare problemi alla cavia.

## Allevamento

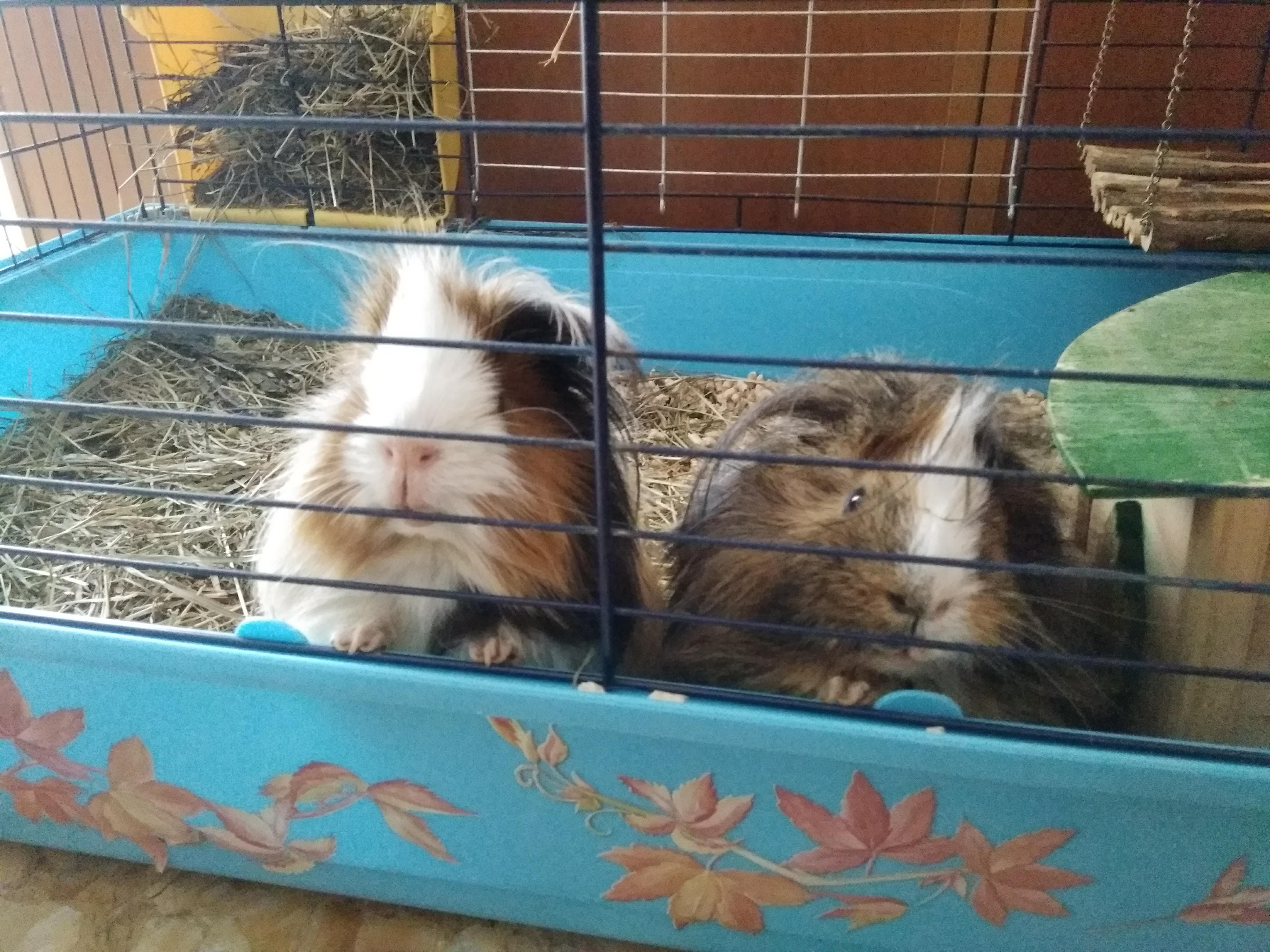
Due esemplari di cavia a pelo lungo in una gabbietta per cavie

La gabbia non deve essere sviluppata in altezza ma in larghezza, va comunque specificato che le cavie hanno bisogno di movimento e quindi andrebbero fatte gironzolare in una stanza per almeno un paio di ore al giorno sotto occhio vigile.
La lettiera non deve essere composta da segatura o essere quella usata per gatti siccome troppo polverosa è che può quindi portare a problemi respiratori gravi. Si consiglia il pellet (non di conifere che contengono resina, tossica per le cavie), oppure il tutolo di mais. Nella gabbia deve essere presente un rastrello per il fieno ed un beverino invece della ciotola per l’acqua.
Nella gabbia dovrebbe essere messa anche una casetta dove l'animale (per natura molto pauroso, essendo una preda) possa nascondersi quando si sente minacciato.
La gabbia andrebbe posta su un rialzo o comunque mai sul terreno per evitare stress, lontano dalle fonti di sole e vento.
È assolutamente sconsigliato fare il bagno alla cavia siccome per natura sono animali puliti e non emettono cattivi odori che sono invece causati da cattiva gestione. Una cavia sporca è molto probabilmente malata, in questo caso rivolgersi ad un veterinario esperto in esotici. Gli unici casi in cui una cavia andrebbe lavata potrebbero essere quando essa è invalidata o eccessivamente sporca, ma anche in questi casi al massimo bisognerebbe usare un panno umido e successivamente asciugare per bene l’animale.
Le unghie, se troppo lunghe, vanno accorciate con la tronchesina. Bisogna fare molta attenzione perché all'interno dell'unghia è presente un capillare identificabile dal colore rosaceo dell'unghia.
Tenere sempre sotto controllo la lunghezza dei denti ed in caso di crescita anomala consultare un veterinario esperto in esotici.
Il numero migliore di animali da tenere in una gabbia è due. Si usa tenere una coppia, con maschio sterilizzato, o due femmine o due maschi (due maschi solo se cresciuti insieme) nella stessa gabbia, c’è da dire che si può anche creare un harem con un maschio sterilizzato e più femmine. Non optare mai per il mantenimento di una cavia da sola: si tratta di un animale sociale che in solitudine soffre molto, tende a ingrassare e si deprime.
Sono documentati casi in cui la cavia si sia addirittura lasciata morire.
Il fatto che siano animali sociali è evidenziato dall'ampia varietà di suoni che emettono e che formano un vero e proprio linguaggio. Le cavie tenute in compagnia tendono a comunicare molto e risulteranno chiaramente più felici e più attive rispetto alla cavia tenuta da sola. Il classico "p(v)ui" (il fischio della cavia) normalmente è emesso per richiamare attenzione, è quasi sempre una richiesta di cibo. Nelle cavie selvatiche si osservato l'uso di questo verso anche per salutare i compagni, infatti quando si rientra in casa si può cercare di produrre quel suono.  Ma questi animali emettono anche suoni meno acuti che normalmente testimoniano piacere, ad esempio quando stanno passeggiando libere o vengono accarezzate. Uno stato di forte felicità è testimoniato dal cosiddetto "popcorning" che è un saltellamento veloce e sconnesso della cavia; il popcorning di solito avviene se si somministra all'animale il suo cibo preferito in grande quantità.